# Тревожный невроз
Трево́жный невро́з (невро́з стра́ха, невро́з трево́ги, англ. anxiety neurosis) — устаревший психиатрический диагноз, обозначающий психическое расстройство, обусловленное длительным психическим перенапряжением или коротким по частоте, но сильным по интенсивности стрессом. Характеризуется, в первую очередь, повышенной общей тревогой, а также различными физиологическими симптомами, связанными с работой вегетативной нервной системы.
Данное расстройство выделялось как самостоятельное в классификаторе МКБ-9. В современном МКБ-10 такое расстройство не выделяется отдельно, а включено в описание генерализованного тревожного расстройства (F41.1). В то же время, согласно переходной таблице от МКБ-9 к МКБ-10, тревожному неврозу в МКБ-10 дополнительно ставятся в соответствие агорафобия (F40.0) и смешанная тревожная и депрессивная реакция, обусловленная расстройством адаптации (F43.22). В американском Диагностическом и статистическом руководстве по психическим расстройствам «тревожный невроз» тоже более отдельно не выделяется, он заменён паническим расстройством и генерализованным тревожным расстройством.

## Симптомы
Расстройство проявляется психическими, соматическими и вегетативными симптомами. К психическим следует отнести такие симптомы, как тревога, страх, ажитация, подавленность, навязчивые мысли, ипохондрические опасения, расстройства сна. К соматическим и вегетативным проявлениям относят головные боли различной локализации, головокружения, функциональные нарушения в работе сердечно-сосудистой системы (тахикардия, периодические повышения (иногда понижения) артериального давления, сердцебиения, кардиалгия, нарушение периферического кровообращения), дыхательные расстройства (потребность глубокого вдоха, психогенная одышка), а также различные нарушения со стороны органов пищеварения (тошнота, расстройства стула). Для диагностировании тревожного расстройства используется Шкала Занга для самооценки тревоги.
Течение часто приобретает хронический характер, при обострении часто наблюдаются панические атаки (вегетативные кризы), плаксивость, раздражительность. При длительном хроническом течении трансформируется в различные формы других психических расстройств, таких как ипохондрия, ажитированная депрессия, невроз навязчивых состояний.

## Лечение
При лёгком течении рекомендуется психотерапия, лечебная физкультура, релаксационный массаж, закаливание. Цель психотерапевтической работы заключается в том, чтобы помочь пациенту уяснить, осмыслить связи и значение того, что определяет его поведение, но чего он ранее не осознавал. Центральной задачей психотерапии является не само по себе осознание противоречивости интересов и потребностей, а образование на этой основе регуляции потребностей, формирование сознательного отношения к ним. Выявлению не улавливаемых больным патогенных связей способствует целенаправленный процесс общения больного с врачом или с другими больными при групповой психотерапии.
В острой стадии возможно назначение транквилизаторов, антидепрессантов.